# François Waterlot
François Hilaire Waterlot, né le 23 avril 1887 à Montigny-en-Gohelle et mort le 10 juin 1915 à Colincamps, est un soldat de l'armée française lors de la Première Guerre mondiale.   

## Biographie
Fils de Benoit Waterlot, mineur et de Marie Philomène Liégois, il nait deux ans, jour pour jour, après son frère Auguste.
Cantonnier, il est engagé volontaire pour trois ans en mars 1906, au sein du 39e régiment d'infanterie.
Il est maçon de métier et épouse le 28 décembre 1912 Élise Corroyez, la fille de l'épicier du village, puis travaille aux mines de Courrières.
Lorsque éclate la Première Guerre mondiale, il est rappelé à l'activité militaire. Son fils nait le 4 août 1914, jour de la mobilisation générale, pendant que François Waterlot rejoint le 327e régiment d'infanterie caserné à Valenciennes.
Le 7 septembre 1914, 7 soldats du 327e sont condamnés pour avoir abandonné leurs postes, et sur l'ordre du général de brigade René Boutegourd, sans véritable enquête; sont exécutés les soldats Barbieux, Clément, Caffiaux, Hubert, Delsarte, Dufour et Waterlot.
Ils sont exécutés entre Les Bordes et Verdey, sur ordre du général Boutegourd mais Waterlot échappe à la mort ; il réintègre son unité et reprend part aux combats dès le lendemain.
Blessé au dos, il demande à reprendre les armes et repart au combat le 15 octobre 1914 alors que sa compagnie passe en réserve, il sera cité à l'ordre du régiment.
Il meurt sur le champ de bataille, lors des combats à Colincamps le 10 juin 1915.
Il repose dans la Nécropole nationale de Serre-Hébuterne.

## Réhabilitation
- la Cour d'appel de Douai ordonne sa réhabilitation par un arrêt du 22 décembre 1926.
- Un spectacle est organisé à Montigny-en-Gohelle en 2018, rappelant l'incroyable destin de François Waterlot, le fusillé vivant[5].
- Une plaque commémorative des fusillés pour l'exemple porte le souvenir des sept soldats, elle se situe à proximité du monument aux morts de Mœurs-Verdey[6].